# Dent d'Alba
La Dent d'Alba és una muntanya de 3.136 m d'altitud, amb una prominència de 55 m, que es troba al massís de la Maladeta província d'Osca (Aragó).